# Oakwood (Derbyshire)
Oakwood – dzielnica miasta Derby, w Anglii, w Derbyshire, w dystrykcie (unitary authority) Derby. W 2011 roku dzielnica liczyła 13 259 mieszkańców.